# Benoît Jacquot
Benoît Jacquot (Parigi, 5 febbraio 1947) è un regista e sceneggiatore francese.

## Biografia
Ha iniziato la sua carriera come aiuto regista di Marguerite Duras. Sebbene abbia cominciato a fare cinema negli anni settanta, Jacquot è diventato una presenza fissa dei festival cinematografici europei solo alla fine degli anni novanta: è stato quattro volte in concorso a Venezia (nel 1997 con Le Septième Ciel, nel 1999 con Pas de scandale, nel 2006 con L'Intouchable e nel 2014 con Tre cuori) e tre a Berlino (nel 2012 con Addio mia regina, nel 2015 con Journal d'une femme de chambre e nel 2018 con Eva). A Cannes, ha gareggiato per la Palma d'oro solamente una volta, nel 1998 con L'École de la chair, mentre nel 2004 il suo À tout de suite è stato presentato nella sezione Un Certain Regard e l'anno seguente è stato membro della giuria del concorso principale.
Nel 2024 è stato accusato dalle attrici  Judith Godrèche, Isild Le Besco, Anna Mouglalis e Julia Roy di molestie sessuali, violenza sessuale su minori e violenza sessuale. Altre attrici hanno dichiarato di avere subito molestie sessuali e violenza sessuale, fisica e psicologica. È indagato per violenza sessuale dal luglio 2024.

## Filmografia

### Regista e sceneggiatore

#### Cinema
- L'Assassin musicien (1976)
- Les Enfants du placard (1977)
- Storia di donne (Les Ailes de la colombe) (1981)
- Corps et Biens (1986)
- Les Mendiants (1988)
- La Désenchantée (1990)
- La Fille seule (1995)
- Le Septième Ciel (1997)
- L'École de la chair (1998)
- Niente scandalo (1999)
- La Fausse Suivante (2000)
- Sade (2000)
- Tosca (2001)
- Adolphe (2002)
- À tout de suite (2004)
- L'Intouchable (2006)
- Villa Amalia (2009)
- Au fond des bois (2010)
- Addio mia regina (Les Adieux à la Reine) (2012)
- Tre cuori (Trois cœurs) (2014)
- Journal d'une femme de chambre (2015)
- À jamais (2016)
- Eva (2018)
- L'ultimo amore di Casanova (Dernier Amour) (2019)
- Gli amori di Suzanna Andler (Suzanna Andler) (2021)
- Par cœurs (2022)
- Il caso Belle Steiner (Belle) (2024)

#### Televisione
- La Vie de Marianne – miniserie TV, 2 puntate (1994)
- Princesse Marie – miniserie TV, 2 puntate (2004)
- Gaspard le bandit – film TV (2007)
- Les Faux-monnayeurs – film TV (2011)

### Attore
- Rompicapo a New York (Casse-tête chinois), regia di Cédric Klapisch (2013)
- Valerian e la città dei mille pianeti (Valérian et la Cité des mille planètes), regia di Luc Besson (2017)

## Riconoscimenti
- Festival di Berlino
  - 2012 – In concorso per l'Orso d'oro per Addio mia regina
  - 2015 – In concorso per l'Orso d'oro per Journal d'une femme de chambre
  - 2018 – In concorso per l'Orso d'oro per Eva
- Festival di Cannes
  - 1998 – In concorso per la Palma d'oro per L'École de la chair
  - 2006 – In concorso per il premio Un Certain Regard per À tout de suite
- Festival di Venezia
  - 1997 – In concorso per il Leone d'oro per Le Septième Ciel
  - 1999 – In concorso per il Leone d'oro per Pas de scandale
  - 2006 – In concorso per il Leone d'oro per L'Intouchable
  - 2014 – In concorso per il Leone d'oro per Tre cuori
- Festival internazionale del cinema di Karlovy Vary
  - 2009 – In concorso per il Globo di Cristallo per Villa Amalia
- Premio César
  - 2013 – Candidatura al miglior film per Addio mia regina
  - 2013 – Candidatura al miglior regista per Addio mia regina
  - 2013 – Candidatura al miglior adattamento per Addio mia regina
  - 2016 – Candidatura al miglior adattamento per Journal d'une femme de chambre